# Deutsche Schwimmmeisterschaften 1936
Die 51. Deutschen Meisterschaften im Schwimmen fanden im Juli 1936 in Halberstadt statt.
| Disziplin       | Männer         | Männer              | Männer | Frauen          | Frauen              | Frauen |
| Disziplin       | Name           | Verein              | Zeit   | Name            | Verein              | Zeit   |
| --------------- | -------------- | ------------------- | ------ | --------------- | ------------------- | ------ |
| 100 m Freistil  | Helmut Fischer | Bremischer SV       |        | Gisela Arendt   | Nixe Charlottenburg |        |
| 200 m Freistil  | Werner Plath   | Wiking Berlin       |        |                 |                     |        |
| 400 m Freistil  | Hans Freese    | Bremischer SV       |        | Ruth Halbsguth  | Nixe Charlottenburg |        |
| 1500 m Freistil | Heinz Arendt   | Poseidon Berlin     |        |                 |                     |        |
| 200 m Brust     | Joachim Balke  | Westfalen Dortmund  |        | Martha Genenger | Neptun Krefeld      |        |
| 100 m Rücken    | Hans Schwarz   | Magdeburger SC 1896 |        | Christel Rupke  | Ohligs 04           |        |